# Calvados-Inseln
Die Calvados-Inseln sind eine Inselgruppe in der Salomonensee. Politisch gehören sie zur Provinz Milne Bay im südöstlichen Bereich von Papua-Neuguinea. Sie befinden sich innerhalb der Lagune des Vanatinai-Barriereriffs.

## Geographie

### Allgemein
Die Inselgruppe ist Teil des Louisiade-Archipels. Die Gruppe erstreckt sich von Pana Vara Vara im Westen bis Hemenahei im Osten über eine Distanz von 87 km Luftlinie. Die östlichste Insel Hemenahei ist von der nicht mehr zur Inselkette gerechneten Insel Pana Tinani und der dieser vorgelagerten kleinen Insel Nigao nur durch die an der engsten Stelle nur 890 Meter breite Magamaga Passage getrennt.
Die Inseln steigen bis zu 302 Meter (Motorina) steil aus dem Meer und sind entweder bewaldet oder mit Gras bewachsen. Viele Inseln sind von eigenen Riffen und kleinen Lagunen umgeben. Außer den hohen Inseln gibt es auch zahlreiche flache Koralleninseln und Riffe.
Neun der Inseln sind bewohnt, mit insgesamt 1902 Einwohnern zum Stand der Volkszählung 2000. Die Sprache ist Misima-Paneati.

### Inselliste
Diese Tabelle listet die Calvados-Inseln von West nach Ost auf:
| Inselname      | Aliasname           | Koordinaten           | Fläche km² | Einwohner 2000 |
| -------------- | ------------------- | --------------------- | ---------- | -------------- |
| Pana Vara Vara | Rugged Island       | 11° 07′ S, 152° 18′ O | 0,57       | –              |
| Ehiki          |                     | 11° 05′ S, 152° 19′ O | 0,05       | –              |
| Nasakoli       |                     | 11° 07′ S, 152° 19′ O | 0,01       | –              |
| Panasia        | Real Island         | 11° 08′ S, 152° 20′ O | 2,11       | –              |
| No Ina         | Burnett Island      | 11° 05′ S, 152° 21′ O | 0,13       | –              |
| Rara           |                     | 11° 02′ S, 152° 23′ O | 0,17       | –              |
| Pana Roba      | Sloss Island        | 11° 03′ S, 152° 24′ O | 0,19       | –              |
| Utian          | Brooker Island      | 11° 03′ S, 152° 27′ O | 1,54       | 391            |
| Pana Udu Udi   |                     | 11° 03′ S, 152° 29′ O | 0,69       | –              |
| Pana Rora      | Eddystone Island    | 11° 06′ S, 152° 30′ O | 0,81       | –              |
| Toloi Awa      |                     | 11° 03′ S, 152° 30′ O | 0,13       | –              |
| Gulewa         |                     | 11° 03′ S, 152° 31′ O | 0,59       | 14             |
| Sibumbum       |                     | 11° 02′ S, 152° 31′ O | 0,01       | –              |
| Tobaiam        |                     | 11° 03′ S, 152° 31′ O | 0,07       | –              |
| Ululina        |                     | 11° 05′ S, 152° 32′ O | 0,59       | –              |
| Venariwa       | Vanaliwa            | 11° 04′ S, 152° 32′ O | 0,76       | 12             |
| Saru Nom Nom   |                     | 11° 02′ S, 152° 33′ O | 0,07       | –              |
| Motorina       | Mewstone Island     | 11° 05′ S, 152° 34′ O | 7,79       | 577            |
| Pana Tatoni    |                     | 11° 02′ S, 152° 34′ O | 0,04       | –              |
| Ninan          |                     | 11° 04′ S, 152° 35′ O | 0,18       | –              |
| Panua Keikeisa |                     | 11° 06′ S, 152° 36′ O | 0,22       | –              |
| Laiwan         |                     | 11° 06′ S, 152° 38′ O | 0,15       | –              |
| Bonna Wan      |                     | 11° 08′ S, 152° 39′ O | 1,09       | –              |
| Bagaman        | Stanton Island      | 11° 08′ S, 152° 41′ O | 7,45       | 201            |
| Aurobu         |                     | 11° 09′ S, 152° 42′ O | 0,05       | –              |
| Gilia          |                     | 11° 08′ S, 152° 43′ O | 0,36       | –              |
| Bobiana        | Huxley Island       | 11° 08′ S, 152° 44′ O | 2,43       | –              |
| Leiga          |                     | 11° 08′ S, 152° 46′ O | 0,05       | –              |
| Mabneian       |                     | 11° 07′ S, 152° 46′ O | 0,38       | –              |
| Pana Kuba      |                     | 11° 08′ S, 152° 46′ O | 0,10       | –              |
| Pana Numara    | Panaumara           | 11° 09′ S, 152° 47′ O | 1,93       | 139            |
| (unbenannt)    |                     | 11° 09′ S, 152° 48′ O | 0,09       | –              |
| Yaruman        |                     | 11° 08′ S, 152° 48′ O | 0,37       | –              |
| Nunuan         |                     | 11° 09′ S, 152° 49′ O | 0,13       | –              |
| Panangaribu    |                     | 11° 08′ S, 152° 49′ O | 0,50       | –              |
| Panantanian    | Sharp Island        | 11° 09′ S, 152° 50′ O | 0,79       | –              |
| Pana Krusima   | Earle Island        | 11° 09′ S, 152° 52′ O | 1,47       | –              |
| Einamu         |                     | 11° 09′ S, 152° 53′ O | 0,05       | –              |
| Taifaur        |                     | 11° 09′ S, 152° 54′ O | 0,40       | –              |
| Kuwanak        | Kuanak, Abagagaheia | 11° 10′ S, 152° 55′ O | 3,66       | 129            |
| Gigila         | Nogui               | 11° 10′ S, 152° 56′ O | 1,42       | 92             |
| Waia           |                     | 11° 11′ S, 152° 57′ O | 0,08       | –              |
| Yakimoan       |                     | 11° 10′ S, 152° 58′ O | 0,31       | –              |
| Pana Wina      | Panawina, Kaluma    | 11° 11′ S, 153° 00′ O | 30,55      | 347            |
| Hemenahei      |                     | 11° 09′ S, 153° 04′ O | 10,24      | –              |

### Verwaltung
Die gesamte Inselgruppe gehört zum Samarai-Murua District der Provinz Milne Bay. Die beiden östlichsten Inseln, Pana Wina und Hemenahei, gehören zur Yaleyemba Rural LLG (Local Level Government) Area, alle übrigen Inseln westlich davon zur Louisiade Rural LLG.